# Otwock Wielki
Otwock Wielki (prononciation : [ˈɔtfɔt͡sk ˈvjɛlki]) est un village polonais de la gmina de Karczew dans le powiat d'Otwock de la voïvodie de Mazovie dans le centre-est de la Pologne.
Il se situe à environ 5 kilomètres au sud de Karczew (siège de la gmina), 8 kilomètres au sud d'Otwock (siège du powiat) et à 26 kilomètres au sud-est de Varsovie (capitale de la Pologne).
Le village compte approximativement une population de 630 habitants en 2006.

## Histoire
De 1975 à 1998, le village appartenait administrativement à la voïvodie de Varsovie.